# 赫峰
赫峰（英語：Hay Peak），是南極洲的山峰，位於南喬治亞群島，處於庫克灣的奧拉夫王子港，海拔高度660米，在1929年由英國研究隊繪入地圖和命名，由英國海外領土管轄。